# Kleines Haff, Neuwarper See und Riether Werder
Kleines Haff, Neuwarper See und Riether Werder este o arie protejată (arie de protecție specială avifaunistică — SPA) din Germania întinsă pe o suprafață de 29.142 ha, integral pe uscat.

## Localizare
Centrul sitului Kleines Haff, Neuwarper See und Riether Werder este situat la coordonatele 53°47′03″N 14°04′08″E / 53.7842°N 14.0689°E.

## Înființare
Situl Kleines Haff, Neuwarper See und Riether Werder a fost declarat arie de protecție specială avifaunistică în aprilie 2008 pentru a proteja 20 de specii de animale.

## Biodiversitate
Situată în ecoregiunea continentală, aria protejată nu include niciun habitat protejat.
La baza desemnării sitului se află mai multe specii protejate de  păsări (20): rață lingurar (Anas clypeata), Anas strepera strepera, Anser albifrons albifrons, rață-cu-cap-castaniu (Aythya ferina), rața moțată (Aythya fuligula), Aythya marila, buhai de baltă (Botaurus stellaris stellaris), Bucephala clangula, chirighiță neagră (Chlidonias niger), erete de stuf (Circus aeruginosus), pescăruș mic (Larus minutus), pescăruș râzător (Larus ridibundus), Limosa limosa limosa, ferestraș mic (Mergus albellus), Mergus merganser merganser, Phalacrocorax carbo sinensis, bătăuș (Philomachus pugnax), chiră de baltă (Sterna hirundo), călifar alb (Tadorna tadorna), fluierarul cu picioare roșii (Tringa totanus).